# Богови лажу
Богови лажу (транслит. .) јесте манга коју је написала и илустровала Каори Озаки. Серијализовала се у ревији Afternoon издавачке куће Kodansha од марта до јула 2013. године, поглавља су сакупљена у један танкобон. У Србији издавачка кућа Чаробна књига је превела мангу на српски језик 2024. године.

## Радња
Прича прати Нацуруа, стидљивог основца који жели да постане фудбалер. Једног дана, прилази му девојчица звана Рио у коју се он убрзо заљубљује. Рио, међутим, крије веома тужну тајну. 

## Публикација
Мангу Богови лажу је написала и илустровала Каори Озаки. Серијализовала се у Коданшиној манга ревији Afternoon од 25. марта до 25. јула 2013. године са укупно пет поглавља. Поглавља су 20. септембра исте године сакупљена у један танкобон.

### Списак томова
| Бр.                  | Првобитни датум издања | Првобитни         | Датум издања на српском | на српском        |
| -------------------- | ---------------------- | ----------------- | ----------------------- | ----------------- |
| 1                    | 20. септембар 2013.    | 978-4-06-387922-3 | 14. јун 2024.           | 978-86-300-3921-8 |
| \| - Поглавља 1−5 \| |                        |                   |                         |                   |
| - Поглавља 1−5       |                        |                   |                         |                   |

## Спољашњи извор
- Богови лажу (манга) на веб-сајту